# Ołena Chołosza
Ołena Chołosza, ukr. Олена Холоша; (ur. 26 stycznia 1982) – ukraińska lekkoatletka specjalizująca się w skoku wzwyż.
Odpadła w eliminacjach juniorskich mistrzostw świata w Santiago (2000). W 2003 była szósta na uniwersjadzie oraz zajęła czwartą lokatę podczas światowych igrzysk wojska. Brązowa medalistka mistrzostw Europy z 2012.
Medalistka mistrzostw Ukrainy.
Rekordy życiowe: stadion – 1,96 (17 czerwca 2012, Mikołajów); hala – 1,95 (7 lutego 2013, Eaubonne i 15 lutego 2013, Sumy). 

## Osiągnięcia
| Rok  | Impreza                             | Miejsce  | Lokata            | Wynik |
| ---- | ----------------------------------- | -------- | ----------------- | ----- |
| 2000 | Mistrzostwa świata juniorów         | Santiago | el. – 20. miejsce | 1,75  |
| 2003 | Uniwersjada                         | Daegu    | 6. miejsce        | 1,88  |
| 2003 | Światowe wojskowe igrzyska sportowe | Katania  | 4. miejsce        | 1,83  |
| 2008 | Halowy puchar Europy                | Moskwa   | 5. miejsce        | 1,89  |
| 2012 | Mistrzostwa Europy                  | Helsinki | 3. miejsce        | 1,92  |
| 2012 | Igrzyska olimpijskie                | Londyn   | el. – 15. miejsce | 1,90  |
| 2013 | Halowe mistrzostwa Europy           | Göteborg | el. – 10. miejsce | 1,89  |